# Ковальчик-Текиели, Юстина
Юсти́на Мари́я Кова́льчик-Текие́ли (пол. Justyna Maria Kowalczyk-Tekieli; род. 19 января 1983, Лиманова, Новосонченское воеводство) — польская лыжница, двукратная олимпийская чемпионка (2010 и 2014), двукратная чемпионка мира 2009 года, четырёхкратная обладательница Кубка мира по лыжным гонкам. Спортсмен года Польши (2009—2013). Участница четырёх Олимпийских игр и девяти Чемпионатов мира.
Одна из двух лыжниц в истории (наряду с финкой Марьо Матикайнен), которые трижды подряд выигрывали Кубок мира. Ковальчик является единственной лыжницей в истории, выигравшей четыре Кубка мира за пять лет. Единственная спортсменка, которая четыре раза подряд побеждала на многодневке Тур де Ски. Завоевав в общей сложности пять олимпийских медалей, она является самым выдающимся (по количеству медалей) польским спортсменом в истории зимних Олимпийских игр и вторым, после Ирены Шевиньской, по количеству завоёванных медалей на Олимпийских играх в целом. Ковальчик имеет докторскую степень по физической культуре.
В 2018—2021 годах являлась помощником главного тренера национальной женской сборной Польши по лыжным гонкам. С 26 марта 2021 года занимает должность спортивного директора Польской биатлонной ассоциации.
Первые кубковые очки Юстина завоевала 19 декабря 2001 года в итальянском Азиаго, заняв 30-е место в спринте классическим стилем. Впервые поднялась на подиум 7 января 2006 года, финишировав на 3-м месте в гонке на 10 км классическим стилем в эстонском Отепя. Первую кубковую победу Ковальчик одержала спустя год, 27 января 2007 года, в Отепя в гонке на 10 км классическим стилем. В 2018 году завершила кубковую карьеру. По количеству побед и мест на подиуме Юстина уступает лишь норвежке Марит Бьорген.

## Ранние годы
Юстина Ковальчик родилась 19 января 1983 года в Лиманове (из-за ошибки работницы родильного дома в официальных документах датой рождения значится 23 января). Позднее проживала в Касина-Вельке. В связи с занятостью родителей, а также учёбой братьев и сестёр, Юстина некоторое время находилась на попечении своей бабушки.
В детстве увлекалась бегом. В 1993 году приняла участие в лыжном чемпионате Межшкольного спортивного центра Мшаны-Дольной, проходившем в близлежащих Конинках, и стала победительницей соревнований. В возрасте пятнадцати лет начала заниматься лыжными гонками. Тренеры Януш Калужный и Кшиштоф Ярош заметили её на муниципальных соревнованиях в 1998 году и пригласили на занятия к Станиславу Мровце в клуб Maraton Mszana Dolna. Первоначально родители Юстины не хотели, чтобы их дочь занималась спортом на профессиональном уровне. Спустя некоторое время они дали своё согласие и при этом поставили условие — Юстина должна была занять первое место в своей возрастной категории на республиканских соревнованиях в конце января. Осенью по субботам и воскресеньям Ковальчик обучалась катанию на лыжах в городе Новы-Тарг. В начале декабря, впервые за четыре года она приняла участие в соревнованиях по лыжным гонкам. На дистанции три километра классическим стилем заняла пятое место, а уже через некоторое время в Буковине-Татшаньской ей удалось одержать победу.
В январе Ковальчик стала победительницей чемпионата Польши среди юниоров, который проходил в городе Устшики-Дольне, выиграв забег на три километра с преимуществом в 25 секунд. В связи с недофинансированием клуба тренером было принято решение перевести Юстину в спортивную школу Закопане. В 1999 году Ковальчик начала заниматься в команде Александра Веретельного. На тот момент она являлась самым молодым её участником. Первой заграничной поездкой Юстины стало участие в Европейских юношеских Олимпийских днях. На дистанции 10 километров Ковальчик заняла 20-е место, уступив победительнице порядка пяти минут.
В 2003 году перешла в клуб AZS AWF Katowice, с которым была связана в течение всей своей спортивной карьеры.

## Карьера

### Начало выступлений (2001—2004)
В возрасте семнадцати лет приняла участие в чемпионате мира среди юниоров, проходившем в словацком Штрбске-Плесо. В гонке на пять километров свободным стилем заняла 58-е место, в спринте стала 41-й. Спустя год на аналогичных соревнованиях в Карпаче ей не удалось подняться выше 30-го места.
9 декабря 2001 года дебютировала на этапах Кубка мира в итальянском Коне, заняв 64-е место в спринте свободным стилем на 1,5 километра. Свои первые кубковые очки она набрала спустя десять дней. 19 декабря в Азиаго Юстина стала 30-й в спринте «классикой» на 1,5 километра. На чемпионате мира среди юниоров в немецком Шонахе лучшим результатом Ковальчик стало 14-е место в спринте свободным стилем. В начале сезона 2002/2003 Ковальчик стала 29-й в спринтерской гонке свободным стилем в австрийском Линце. В рамках Универсиады-2003 Юстина заняла 10-е место в трёх забегах: пятикилометровой гонке классическим стилем, спринте и эстафете.
Первый успех пришёл к Юстине в 2003 году, когда она выиграла серебряную медаль юниорского чемпионата мира в спринте свободным стилем. Через две недели она дебютировала на взрослом первенстве, проходившем в Валь-ди-Фьемме, но не смогла попасть в тридцатку ни в десятикилометровой гонке «классикой», ни в спринте свободным стилем. Второй сезон на взрослом уровне Ковальчик завершила на 88-м месте в общем зачёте Кубка мира, набрав в общей сумме восемь очков. В сезоне 2003/2004 четырежды оказывалась в первой двадцатке по итогу гонок. 21 февраля 2004 года на этапе в шведском Умео стала 12-й на дистанции 10 км классическим стилем, тем самым обновив свой лучший результат в личных стартах.

### Допинговый скандал (2005)
23 января 2005 года, через день после завершения успешной для Юстины инсбрукской Универсиады, в ходе которой лыжница завоевала серебряную и золотую награды, на этапе Альпийского кубка, проходившем в Оберстдорфе, у польки была взята допинг-проба, в которой позднее обнаружили запрещённое вещество дексаметазон. По утверждению Ковальчик, она использовала его для нейтрализации боли в ахилловом сухожилии.
Комментарий тренера Александра Веретельного:

«Врач прописал препарат за две недели до обследования и рекомендовал использовать его исключительно в дни тренировок. Однако 23 декабря Юстина была вынуждена принять полтаблетки из-за сильной боли. Мы рассчитываем, что такое нарушение может привести к дисквалификации максимум на два месяца».

13 июня 2005 года Международная федерация лыжного спорта дисквалифицировала Ковальчик на два года, начиная с 23 января, попутно аннулировав результаты, установленные после этой даты (в том числе четвёртое место в классическом марафоне с общего старта на чемпионате мира). 13 июля срок дисквалификации был сокращён до года, так как WADA согласилась с аргументацией Польской лыжной ассоциации, что срок дисквалификации при первом нарушении для указанного класса веществ не может превышать одного года. 8 декабря того же года Спортивный арбитражный суд пересмотрел дело и постановил немедленно завершить период дисквалификации. Двумя неделями позже Ковальчик одержала победу в забеге на 10 км классическим стилем в рамках Красногорской лыжни, опередив Евгению Медведеву и Алёну Сидько.

### Первая Олимпиада(2005/2006)
Менее чем через месяц после возвращения на лыжню, 7 января 2006 года, Ковальчик приняла участие в десятикилометровой классической гонке в эстонском Отепя. На отметке 2,1 километра она опережала шедшую второй Штефани Бёлер на 6,6 секунды. Спустя пять километров Юстина опережала Кристину Шмигун на 0,8 секунды. В конечном итоге гонка завершилась победой представительницы Норвегии Хильде Педерсен, а Ковальчик заняла 3-е место, уступив победительнице чуть более девятнадцати секунд. В начале февраля одержала две победы на чемпионате мира среди юниоров в словенском Кране: в гонке классическим стилем на 10 км и дуатлоне на 15 км.
На своих первых Олимпийских играх в Турине Юстина финишировала восьмой в дуатлоне, а затем не смогла закончить десятикилометровую классическую гонку. Позднее она заявляла, что находилась в стрессовом состоянии из-за огромного давления. Предположительно причиной стала аритмия сердца, диагностированная у Ковальчик ещё в возрасте 11-ти лет. Несмотря на произошедшее, она продолжила выступления на Играх: заняла 44-е в спринте свободным стилем. Оставался забег на 30 километров свободным стилем. Хотя Юстина заявляла, что чувствует себя прекрасно,
было решено, что она не примет участие в гонке. Считалось, что риск был слишком велик. Кроме того, гонка свободным стилем не являлась профильной для Юстины. Всё указывало на то, что Ковальчик вернётся в Польшу значительно быстрее, чем предполагалось. Роберт Смигельский — врач польской олимпийской команды — был уверен, что Юстина должна стартовать, а также считал, что хороший результат укрепит моральное состояние польки. Пётр Нуровский и Збигнев Пакельт, шефы польской миссии, выступали решительно против участия Ковальчик. Они предложили Смигельскому взять ответственность за здоровье Юстины на себя и подписать соответствующее обязательство, что он и сделал. В результате Ковальчик выиграла «бронзу», уступив в финишной разборке чешке Катержине Ноймановой и россиянке Юлии Чепаловой. Она завоевала первую олимпийскую медаль для Польши в лыжных гонках и стала третьей спортсменкой, поднявшейся на подиум на зимних Олимпийских играх в истории страны.
8 марта на этапе в шведском Фалуне заняла 4-е место в скиатлоне на 10 км, уступив победительнице менее пяти секунд. На следующий день  в норвежском Драммене стала 4-й в спринте, при этом выиграв четвертьфинальный и полуфинальный забеги. 11 марта в Осло финишировала 13-й на дистанции 30 км свободным стилем. На предпоследнем этапе Кубка мира в Чанчуне выбыла в четвертьфинале и заняла итоговое 18-е место в спринте. Финальные старты сезона прошли в японском Саппоро, где Ковальчик заняла 10-е место в скиатлоне на дистанции 15 км.
Всего в сезоне набрала 392 очка, что позволило ей занять 13-е место в генеральной классификации. В апреле Юстина успешно прошла процедуру абляции (устранение аномальных сокращений сердца малоинвазивным методом). С того момента и вплоть до окончания карьеры приступы аритмии проявились у лыжницы всего пять раз.

### Последующие успехи (2006—2008)

#### Первая победа на этапе Кубка мира (2006/2007)
В последний день 2006 года в рамках первого этапа многодневки Тур де Ски стала 53-й в спринте свободным стилем. В немецком Оберстдорфе приняла участие в скиатлоне и гонке на 10 км классическим стилем, в которых финишировала на 19-м и 12-м местах соответственно. Ковальчик выиграла три золотых и одну бронзовую медаль на Универсиаде в Турине. 27 января 2007 года в эстонском Отепя одержала историческую победу, став первой полькой, поднявшейся на высшую ступень пъедестала в рамках этапа Кубка мира. В этот день Юстина была сильнейшей на дистанции 10 км классическим стилем. На чемпионате мира в Саппоро лучшим результатом Ковальчик стало 9-е место в скиатлоне. В общем зачёте Кубка мира сезона 2006/2007 заняла 8-е место, набрав 484 очка.

#### В тройке лучших по итогам сезона (2007/2008)
1 декабря 2007 года в финской Руке Ковальчик приняла участие в спринте классическим стилем, по результатам которого заняла 7-е место, а днём позже стала 3-й в гонке на 10 км классическим стилем. Неделю спустя заняла 11-е место в 10 км забеге классическим стилем, уступив победительнице Вирпи Куйтйнен порядка сорока секунд.

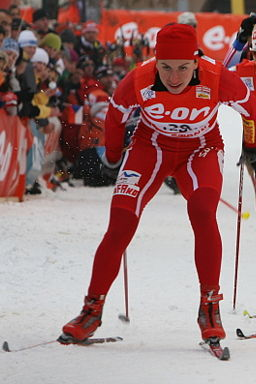
Юстина в ходе спринтерской гонки в Праге, проходящей в рамках многодневки Тур де Ски, 30 декабря 2007 года.

Первую и единственную победу в сезоне одержала во второй половине января в дуатлоне в рамках этапа Кубка мира в канадском Канморе. Там же заняла 3-е место в спринте классическим стилем и 10 км забеге свободным стилем, уступив победительницам гонок Петре Майдич и Валентине Шевченко. Всего в сезоне набрала 1096 очков, что позволило ей занять 3-е место в генеральной классификации.

### В числе лучших (2008—2013)

#### Ковальчик — двукратная чемпионка мира (2008/2009)
На первом этапе Кубка мира сезона 2008/2009, проходившем в шведском Елливаре, Ковальчик заняла 7-е место в забеге на 10 км свободным стилем, уступив победительнице Шарлотт Калле чуть более тридцати пяти секунд. В целом, начало сезона стало одним из самых успешных в карьере Юстины. В ходе многодневки Тур де Ски один раз поднялась на подиум: по результатам 10 км забега классическим стилем на этапе в немецком Оберхофе. В середине января заняла 2-е место в спринте классическим стилем, уступив Алёне Прохазковой, а днём позже стала победительницей дуатлона в рамках этапа Кубка мира в Уистлере. Неделю спустя Ковальчик одержала победу в забеге на 10 км классическим стилем в эстонском Отепя. 14 февраля стала победительницей забега классическим стилем на 10 км в итальянском Вальдидентро.
19 февраля в забеге на 10 км классическим стилем на чемпионате мира в Либерце Ковальчик заняла 3-е место, уступив победительнице Айно-Кайсе Сааринен чуть более десяти секунд. Таким образом, Юстина завоевала первую медаль чемпионатов мира в истории польских женских лыжных гонок. Спустя два дня стала чемпионкой мира в дуатлоне, опередив занявшую 2-е место Кристин Стейру на две секунды. Пропустила спринтерские забеги как командный, так и индивидуальный. Тренировалась в Шклярска-Порембе, готовилась к двум оставшимся гонкам чемпионата мира. 26 февраля вместе с Корнелией Марек, Сильвией Яськовец и Паулиной Мачушек приняла участие в эстафете, по результатам которой команда Польши заняла 6-е место, добившись столь высоко результата впервые за двадцать лет. 28 февраля Ковальчик завоевала свою вторую золотую медаль на чемпионате мира в гонке на 30 км свободным стилем. По прошествии этапов в Лахти, Тронхейме и Стокгольме Юстина занимала 2-е место в общем зачёте, проигрывая словенке Петре Майдич чуть менее ста очков. В финальной гонке сезона на 10 км с гандикапом Ковальчик одержала уверенную победу и выиграла «Хрустальный глобус», несмотря на то, что изначально Майдич имела в запасе чуть больше минуты. По завершении сезона шведская пресса назвала Ковальчик «Снежной королевой» (позднее это прозвище стало популярным среди польских болельщиков).

#### Олимпийский сезон(2009/2010)
Подготовку к новому сезону Юстина начала 12 мая 2009 года со сбора в испанской Сьерра-Неваде. Затем тренировалась в австрийских Альпах. Следующий этап подготовки прошёл в белорусских Раубичах. На первом этапе в норвежском Бейтостёлене заняла 12-е место в забеге на 10 км свободным стилем. 28 ноября Юстина впервые одержала победу в забеге на короткой дистанции — в спринтерской гонке классическим стилем в финской Руке. 20 декабря заняла 1-е место в забеге на 15 км классическим стилем в словенской Рогле. На этапе в немецком Оберхофе, проходившем в рамках многодневки Тур де Ски одержала победу в забеге на 10 км классическим стилем; неделю спустя ей не было равных в забеге на 5 км классическим стилем в итальянском Тоблахе. Перед финальным забегом в итальянском Валь-ди-Фьемме Юстина располагалась на 2-м месте общего зачёта Тур де Ски после Петры Майдич, отставая от неё с гандикапом порядка тридцати секунд. На последнем девятикилометровом участке она обошла словенку, обеспечив на финише преимущество в 19,2 секунды. Вдобавок к победе на элитной многодневке, Юстина набрала 400 очков в зачёте Кубка мира и получила 150 тыс. швейцарских франков в качестве призовых. 16 января 2010 года Ковальчик одержала победу в 10 км забеге классическим стилем в эстонском Отепя, а 23 января — в дуатлоне на этапе Кубка мира в российском Рыбинске.
На Олимпийских играх в Ванкувере Юстина завоевала по одной медали каждого достоинства, приняв участие во всех дисциплинах лыжного турнира, кроме командного спринта. В первой гонке на 10 км свободным стилем с раздельного старта она финишировала пятой, уступив ставшей третьей норвежке Марит Бьёрген 5,8 секунды. Через день полька выиграла «серебро» в спринте классическим стилем, уступив на финише Бьёрген. В дуатлоне Ковальчик финишировала третьей, однако последние 40—50 метров классической дистанции она прошла «коньком», на основании чего финишировавшая четвёртой норвежка Кристин Стёрмер Стейра и её НОК могли подать протест, однако не стали этого делать, посчитав это неправильным и ограничившись письмом в FIS. Идею подачи протеста поддерживала, среди прочих, Бьёрген, которую Ковальчик по ходу Игр раскритиковала за приём допинга в виде лекарства от астмы:

«Должна согласиться, что Марит Бьорген очень больна. Хоть она и не выглядит нездоровой, но это так. Немного жаль, будучи самой здоровой и сильной, проиграть больной. Уже после спринта подумала: «Черт, проиграть такой больной». Но я искренне ее поздравила. После этих соревнований я должна, пожалуй, сказать своему врачу, чтобы он и у меня нашел какую-нибудь астму. Из первой шестерки только я здорова. Пора уже что-то решать с этой болезнью. Как астма помогает моим соперницам? Им разрешается принимать стероиды перед стартом, которые расширяют дыхательные пути. Думаю, мне не надо подробно объяснять, какое преимущество в нашем виде спорта дает большее количество воздуха в легких».

В эстафете Ковальчик бежала второй классический этап и, приняв старт на 10-й позиции, она смогла отыграть у лидеров 38,2 секунды, придя к своей передаче эстафеты первой с преимуществом в 2,4 секунды, однако итоговое место команды было шестым. На марафонской дистанции в 30 км классическим стилем Юстина вместе с Бьёрген оторвались от преследователей на последнем десятке километров, когда полька пустилась догонять вырывавшуюся вперёд норвежку. Возглавив отрыв, Ковальчик первой вошла на стадион и в спринтерской разборке на последних метрах дистанции вырвала победу у чемпионки тех Игр в спринте. Это была вторая золотая медаль представителя Польши в истории зимних Олимпийских игр после успеха Войцеха Фортуны на Олимпиаде в Саппоро в 1972 году.

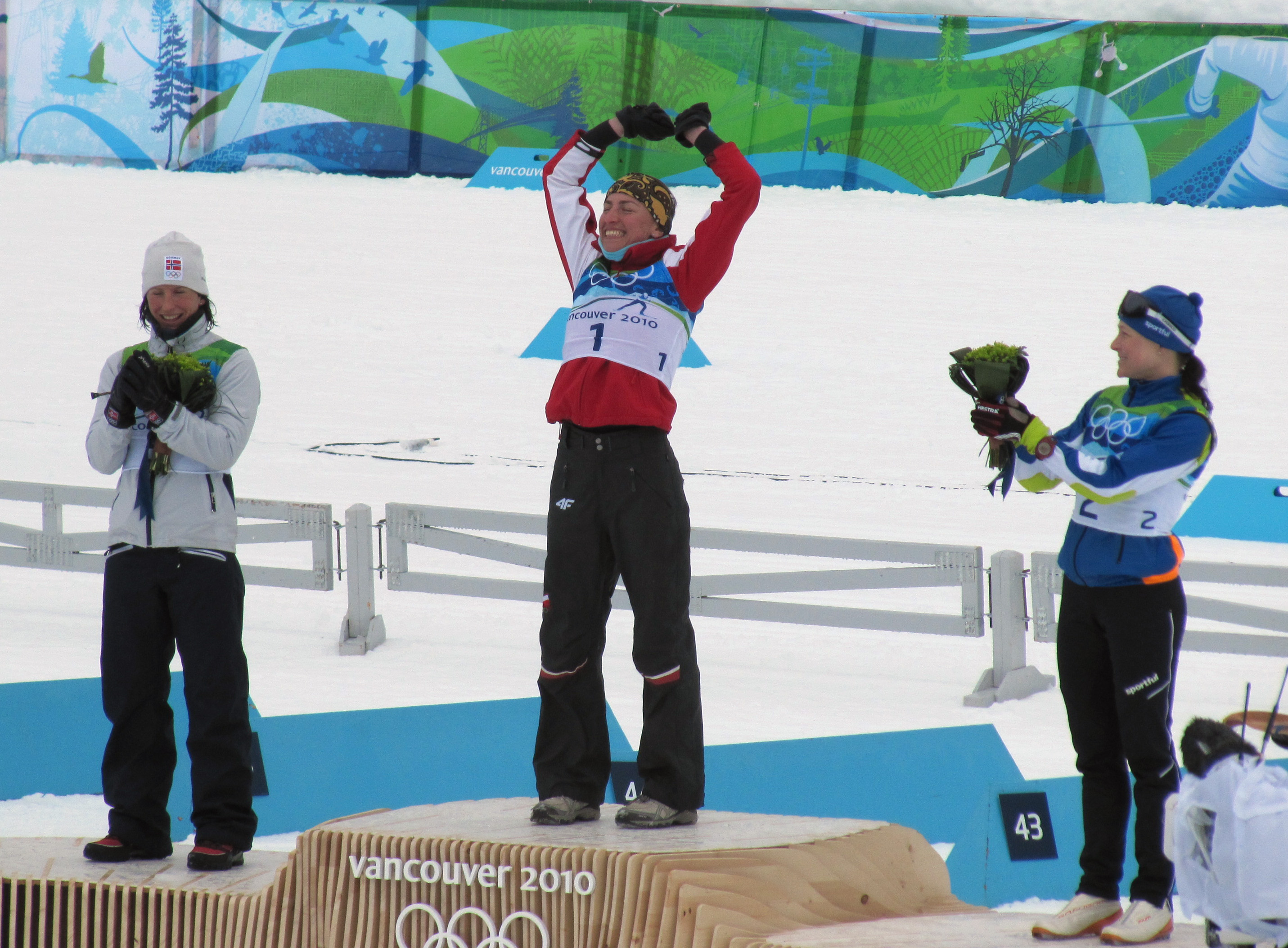
Юстина с «золотой» медалью Олимпийских игр в Ванкувере, 27 февраля 2010 года.

По итогам сезона набрала 2064 очка, выиграв второй «Хрустальный глобус» в карьере и установив рекорд по количеству набранных очков за сезон.

#### Сезон 2010/11
В сезоне 2010/11 Юстина победила в Тур де Ски и после этого лидирует в Кубке мира. На чемпионате мира в норвежском Хольменколлене стала пятой в финале конькового спринта, уступила на последнем круге в сражении за «золото» дуатлона Бьёрген, но опередила другую норвежку Йохёуг.

### Олимпийские игры 2014
На третьих для себя Олимпийских играх приняла участие в соревнования по лыжным гонкам на дистанции 10 километров классическим стилем, которые прошли 13 февраля. Местом проведения соревнований стал лыжно-биатлонный комплекс «Лаура». Ковальчик в жёсткой борьбе выиграла свою вторую золотую олимпийскую медаль в карьере, опередив олимпийскую чемпионку 2010 года в этой дисциплине шведскую лыжницу Шарлотту Каллу и норвежку Терезу Йохауг. При этом Юстина вышла на дистанцию с серьёзной травмой.

## Юстина Ковальчик и её тренер Александр Веретельный
Ю. Ковальчик начала заниматься лыжными гонками в спортивной школе в Закопане в возрасте 15 лет, где её первым тренером была Барбара Собаньска. Она считает, что в 15 лет начинать заниматься лыжными гонками поздно: «…Надо вставать раньше, как только научишься ходить…».
Уже через несколько лет Юстина попала в юниорскую сборную команду страны и стала тренироваться с Александром Веретельным — бывшим россиянином, а ныне — гражданином Польши, закончившим в своё время аспирантуру ГЦОЛИФКа под руководством Виктора Николаевича Манжосова.
Поначалу вместе с Юстиной у Веретельного тренировалось несколько девушек и ребят, но потом все они вынуждены были уйти. Как считает сам Веретельный, в основном потому, что не смогли справиться с теми нагрузками, которые «переваривала» Юстина.

## Личная жизнь
Юстина родилась в семье Янины и Юзефа Ковальчиков. Мама — учительница, папа был директором турбазы. Старший брат Томаш — врач-кардиолог. У Юстины две сестры Илона и Виолетта. Первая — анестезиолог, а вторая — преподаватель польского языка.
Получив степень магистра в Академии физкультуры в Катовице, Ковальчик решила продолжить обучение. В 2011 году Юстина поступила в аспирантуру Академии физического воспитания в Кракове. Её руководителем был профессор Шимон Красицкий. Название докторской диссертации: «Структура и величина тренировочных нагрузок лыжников на фоне эволюции техники бега и различных спортивных уровней». 24 сентября 2014 года получила докторскую степень.
В начале июня 2014 года в интервью Gazeta Wyborcza Ковальчик рассказала, что в мае 2013 года у нее случился выкидыш. Спортсменка также сообщила, что у неё были диагностированы депрессивные состояния.
В 2019 году познакомилась с альпинистом Кацпером Текиели, который обучал её скалолазанию недалеко от Кракова. Впервые на публике пара появилась осенью на гала-концерте, посвящённом 100-летию олимпийского комитета Польши. 24 сентября того же года они обручились. После свадьбы Ковальчик приняла двойную фамилию. 2 сентября 2021 года в Кракове у пары родился сын Хуго. В мае 2023 её муж умер в лавине в швейцарских Альпах.
В сентябре 2021 года стало известно, что супружеская пара станет лицом экокомпании Da Vinci Green Energy. Соглашение было рассчитано сроком на три года.

## Реклама
В 2010 году Ковальчик заняла 9-е место в категории «Лучший представитель польского шоу-бизнеса». В том же году она участвовала в рекламной кампании для «Polbank» и, совместно с Михалом Жебровским, в кампании «Mercedes-Benz». В 2012 году стало известно, что Юстина станет лицом «Raiffeisen Bank Polska», который на тот момент готовился к слиянию с «Polbank». Контракт был подписан на два года. В начале 2015 года сотрудничество было приостановлено. В конце года Юстина стала лицом «Santander Consumer Bank». Соглашение было подписано на два года. В 2019 году Ковальчик была замечена в рекламной кампании «Lidl» в качестве модели для продвижения коллекции спортивной одежды Crivit Pro.
В начале 2014 года Ковальчик появилась в промо-ролике, посвящённом Кракову. Видео являлось презентацией потенциальной столицы Олимпийских игр 2022 года.
В исследовании, проведённом компанией «Pentagon Research», Юстина заняла третье место (34,5% голосов респондентов) среди польских спортсменов, особо отличившихся в период с октября 2012 года по октябрь 2013 года.

## Достижения
- Двукратная олимпийская чемпионка (2010, 2014)[1]
- Серебряный призёр Олимпийских игр (2010)[1]
- Бронзовый призёр Олимпийских игр (2006, 2010)[1]
- Двукратная чемпионка мира (2009 — 2)[2][3]
- Трёхкратный серебряный призёр чемпионата мира (2011) — 2, 2013)[159][160]
- Трёхкратный бронзовый призёр чемпионата мира (2009, 2011, 2015)[161][162][163]
- Четырёхкратная обладательница Кубка Мира (2008/2009, 2009/2010, 2010/2011, 2012/2013)[164]
- Четырёхкратная победительница Тур де Ски (2009/2010, 2010/2011, 2011/2012, 2012/2013)[165]
- Двукратная чемпионка мира среди юниоров (2006 — 2)[166]
- Серебряный призёр чемпионата мира среди юниоров (2003)[166]
- Четырёхкратная победительница зимней Универсиады (2005, 2007 — 3)[167]
- Серебряный призёр зимней Универсиады (2005)[166][167]
- Бронзовый призёр зимней Универсиды (2007)[167]
- Серебряный призёр Кубка Австралии/Новой Зеландии (2012)[168]
- Бронзовый призёр Кубка Австралии/Новой Зеландии (2013)[169]
- Победительница марафона Bieg Piastów[пол.] (2017, 2019)[170][171]
- Победительница марафона Васалоппет (2015)[172]
- Обладательница трофея BMW xDrive Trophy (2012/2013)[173]

Третья полька, после Ирены Шевиньской и Отыли Енджейчак, которая выиграла три медали на одной Олимпиаде. Она также является первой и до сих пор единственной польской лыжницей, которая одержала победу на Олимпийских играх. В интервью, вышедшем в 2010 году, в качестве любимых лыжников называла эстонца Андруса Веэрпалу и норвежку Бенте Скари.
21 марта 2010 года Ковальчик стала первой лыжницей, которая преодолела порог в 2000 очков в сезоне Кубка мира.

## Награды

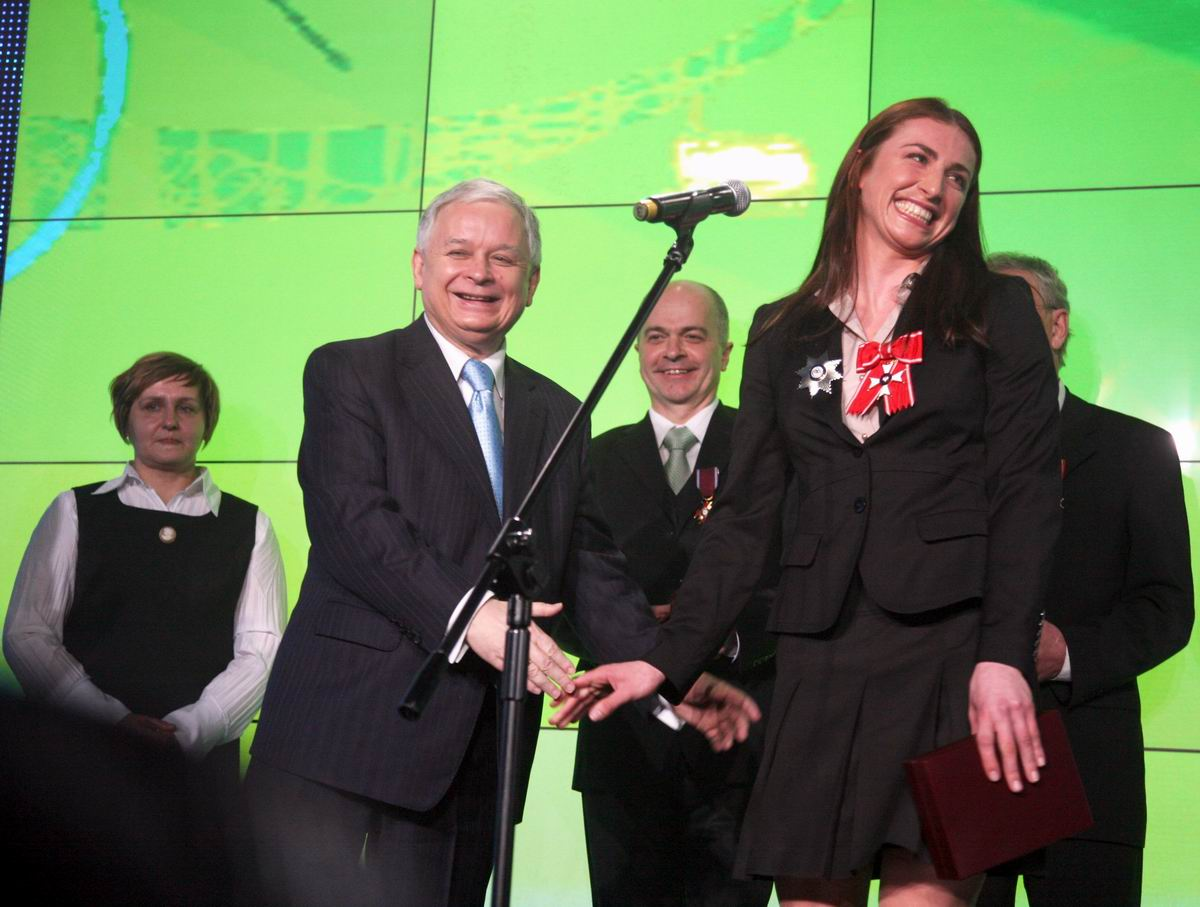
Ю. Ковальчик во время церемонии вручения Ордена Возрождения Польши (23 марта 2010 года)

### Государственные награды Польши
- Кавалер Ордена Возрождения Польши — 23 марта 2009 года[177]
- Кавалер командорского креста со звездой Ордена Возрождения Польши — 23 марта 2010 года[178]

### Спортивные награды Польши
- Спортсменка двадцатилетия (1994—2014) по версии польской Ассоциации женского спорта и спортивных журналистов[179]
- Лауреат почётной спортивной премии имени Петра Нуровского в категории «Спортсмен года» (2009, 2010, 2014)[180]
- Приз лучшему спортсмену в ежегодном опросе Przegląd Sportowy и TVP (2009, 2010, 2011, 2012, 2013)[8]. Ковальчик является единственной спортсменкой, выигравшей голосование пять раз подряд.
- Победитель в номинации «Суперчемпион» по данным опроса газеты Przegląd Sportowy (2020)[181]
- Победитель в категории «Самый популярный спортсмен» (2009, 2010, 2011, 2012)[182][183][184]

### Прочие награды
- Человек года Польши (2010)[185]
- Женщина года (2011) по результатам голосования, проведённого журналом Twój Styl[пол.][186]
- Победительница в категории «Самая красивая полька» по мнению журнала Viva![пол.][187]
- Почётный гражданин города Катовице[188]
- Почётный посол горных земель Польши (2009)[189]